# Danny Smith
 (juin 2023).
Si vous disposez d'ouvrages ou d'articles de référence ou si vous connaissez des sites web de qualité traitant du thème abordé ici, merci de compléter l'article en donnant les références utiles à sa vérifiabilité et en les liant à la section « Notes et références ».
Daniel Arthur "Danny" Smith  est un acteur, scénariste et musicien canadien né le 2 octobre 1973 à Montréal au Québec, et résidant à Toronto en Ontario.

## Biographie

### Carrière cinématographique
Il s'est surtout fait connaître à travers la série télévisée Le Loup-garou du campus, dans laquelle il interpretait Merton Dingle, un jeune lycéen asocial à l'humour décalé, intéressé par la sorcellerie et les livres ésotériques, meilleur ami du héros de la série.

### Carrière musicale
Il fut membre d'un groupe nommé Hank qu'il quitta ensuite pour fonder Danny Grand Prix. Il est actuellement chanteur et guitariste du groupe The City Drive. Il joue également du piano pour ce groupe. The City Drive officie en Californie. Ils ont notamment assuré une 1re partie d'Hoobastank.

## Filmographie

### Acteur

#### Cinéma
- 1995 : Alarme totale de Kelly Makin
- 1998 : Big Hit de Kirk Wong
- 1998 : Les filles font la loi de Sarah Kernochan
- 2009 : Suck de Rob Stefaniuk
- 2010 : Harriet l'espionne : La Guerre des blogs : Tim

#### Télévision
- 1999-2001 : Le Loup-garou du campus
- 2013 : Le Bonheur au pied du sapin : Max

### Scénariste
- 2000 : Troisième planète après le Soleil

### Compositeur

#### Télévision
- 1999 : Le Loup-garou du campus
- 2006 : Celebrity Poker Showdown

#### Courts-métrages
- 2007 : The City Drive: Behind closed doors
- 2006 : The City Drive: Defeated